# شیدوش
شیدوش در شاهنامه پسر گودرز برادر بهرام و گیو و رهام و هجیر و نستوه و شهربانو ارم بود. پهلوان ایرانی و از سران سپاه ایران در جنگ با تورانیان در دوران پادشاهی فریدون و نوذر و کیکاووس و کیخسرو بود.

## شیدوش در شاهنامه
شیدوش اولین‌بار در کنار منوچهر در جنگ با سلم و تور شرکت داشت، زمانی که ایرج به‌دست تور کشته شد و تخت کیان بی‌وارث گشت، فریدون مشاهده کرد کنیزک ایرج از وی آبستن است امیدش برای وراثت دو چندان شد اما کنیزک دختری بدنیا آورد و آن دختر با پشنگ برادرزاده فریدون وصلت نمود که ثمره آن تولد منوچهر بود. اکنون منوچهر جانشین تاج و تخت ایران است. مسئله جانشینی منوچهر برای سلم و تور گران آمد چون آنها پسران فریدون و در جانشینی از منوچهر مستحق‌تر بودند به همین سبب نقشه‌ای داشتند تا از منوچهر دعوت کنند ولی نیت‌شان را آشکار نکردند. چون سفیر دعوت‌نامه را نزد فریدون آورد فریدون یاد گذشته و قتل ایرج افتاد برآشفت و به قاصد گفت جز شمشیر میان آن دو پلید و منوچهر نخواهد بود. از میان یاوران منوچهر از شیدوش نیز نام برده می‌شود: 
| نبینید درویش مگر با سپاه    |  | ز پولاد بر سر نهاده کلاه   |
| ابا گرز و با کاویانی درفش   |  | زمین کرده از سُمّ اسپان بنفش |
| سپهدار چون قارن رزم‌زن       |  | چو شاپور و نستوه شمشیر زن  |
| به یک دست شیدوش جنگی به پای |  | چو شیروی شیر اوژن رهنمای   |

## شیدوش درفرهنگ عمید
نامی فارسی ، ( به کسر شین و ضم دال ) یکی از پهلوانان داستانی ایران ، پسر گودرز و برادر گیو 

## شیدوش در مجمع التواریخ والقصص
شیدوش پسر گودرز کشواد بود و او کسی بود که چون از کشته شدن سیاوش آگاه شد، جامه‌ی سیاه پوشید و با آن جامه به پیش کیکاووس رفت و پس از آن هرگز نخندید مگر در جنگ.